# مفتاح تصنيفي
المفتاح التصنيفي أو مفتاح ثنائي ذو الأقواس (بالإنجليزية: Single-access key)‏ هو سلسلة من الأوصاف (الخصائص) مرتبة في أزواج، وتقود لتعريف كائن حي غير معلوم لشخص ما، وغالبا ما يستخدم من قبل علماء الأحياء؛ لمساعدتهم في التعرف على الكائنات الحية حيث يبدأ بخصائص واسعة على أن تصبح هذه الخصائص أكثر تحديدًا وخصوصية كلما تقدمنا في مستويات المفتاح التصنيفي.